# أسروة سيلانية
أسروة سيلانية (الاسم العلمي: Aseroe zeylanica) هو نوع من الفطريات يتبع جنس الأسروة من فصيلة الفالوسية.